# Webbers Falls
Webbers Falls és un poble dels Estats Units a l'estat d'Oklahoma. Segons el cens del 2000 tenia 726 habitants.

## Demografia
Segons el cens del 2000, Webbers Falls tenia 726 habitants, 288 habitatges, i 209 famílies. La densitat de població era de 72,1 habitants per km².
Dels 288 habitatges en un 33% hi vivien nens de menys de 18 anys, en un 53,5% hi vivien parelles casades, en un 15,3% dones solteres, i en un 27,4% no eren unitats familiars. En el 24% dels habitatges hi vivien persones soles el 10,1% de les quals corresponia a persones de 65 anys o més que vivien soles. El nombre mitjà de persones vivint en cada habitatge era de 2,52 i el nombre mitjà de persones que vivien en cada família era de 2,89.
Per edats la població es repartia de la següent manera: un 28,2% tenia menys de 18 anys, un 9% entre 18 i 24, un 24,5% entre 25 i 44, un 21,9% de 45 a 60 i un 16,4% 65 anys o més.
L'edat mediana era de 37 anys. Per cada 100 dones de 18 o més anys hi havia 86,1 homes.
La renda mediana per habitatge era de 19.300 $ i la renda mediana per família de 22.955 $. Els homes tenien una renda mediana de 22.813 $ mentre que les dones 17.031 $. La renda per capita de la població era de 10.684 $. Entorn del 22% de les famílies i el 26,2% de la població estaven per davall del llindar de pobresa.

## Poblacions més properes
El següent diagrama mostra les poblacions més properes.